# Stephanie Rose (Politikerin)

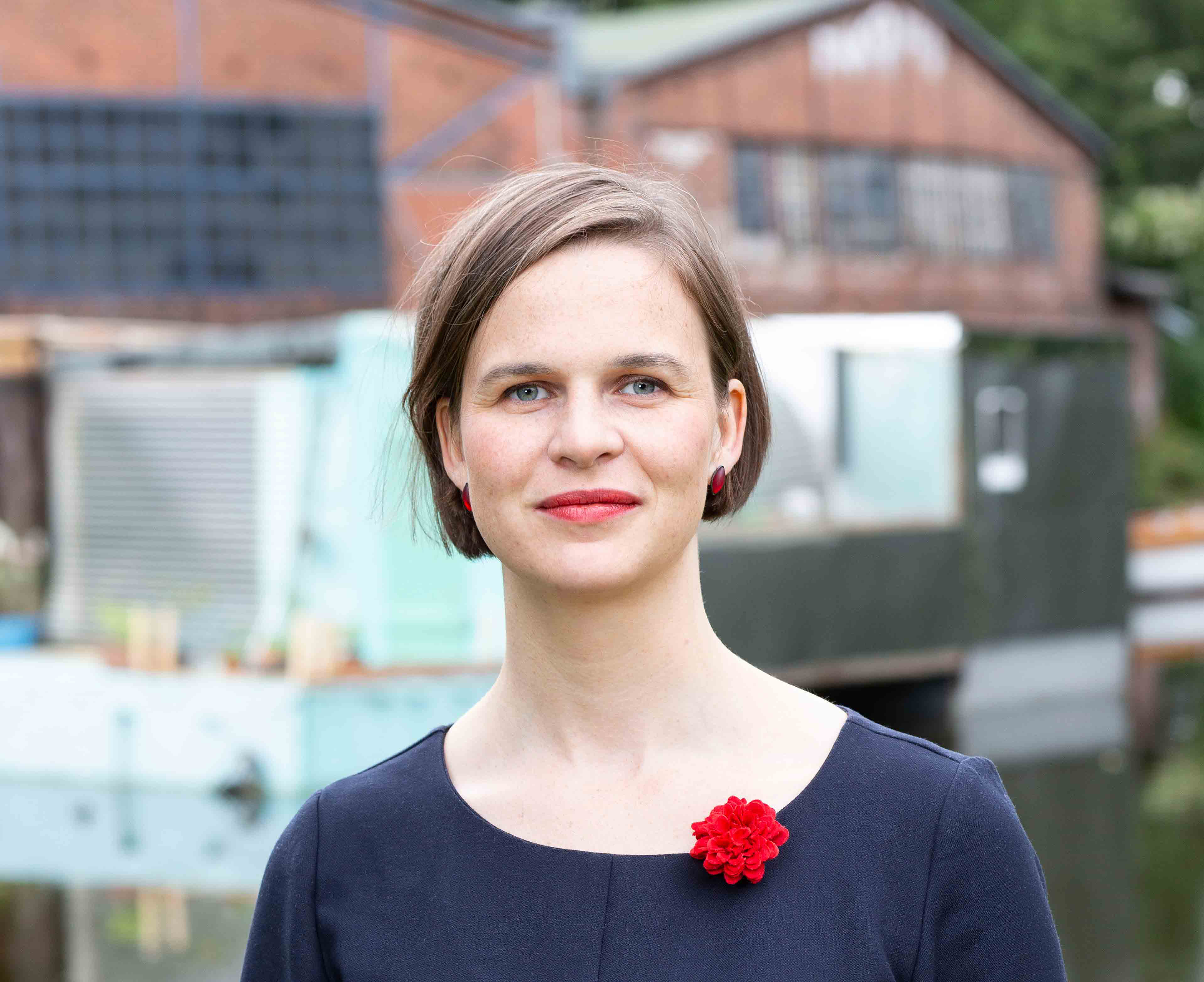
Stephanie Rose (2021)

Stephanie Franziska Rose (* 12. April 1988 in Salzkotten) ist eine deutsche Politikerin (Die Linke) aus Hamburg.

## Biografie

### Ausbildung und Beruf
Rose studierte Sozialökonomie an der Universität Hamburg und European Economics an der University of Abertay Dundee. Sie war Stipendiatin der Hans-Böckler-Stiftung und wurde 2017 mit der  Arbeit Das Reproduktionsregime: Sicherung von Arbeits- und Lebenskraft zwischen Effizienz und Resilienz an der Universität Hamburg im Fach Volkswirtschaft promoviert. Sie übernahm dann eine Anstellung als Gleichstellungsreferentin an der Hamburger HafenCity Universität. Sie ist verheiratet und hat zwei Kinder.

### Politik
Rose gehört seit 2015 der Partei Die Linke an. Von Mai 2019 an war sie Abgeordnete in der Bezirksversammlung im Bezirk Hamburg-Mitte. Bei der Wahl zur Hamburgischen Bürgerschaft 2020 erhielt sie ein Listenmandat; aus der Bezirksversammlung schied sie daher im März 2020 aus und war ab dann Abgeordnete der Hamburgischen Bürgerschaft. Sie war dort Mitglied im Ausschuss für Soziales, Arbeit und Integration, im Gesundheitsausschuss und im Wissenschaftsausschuss. Zum 30. Juni 2024 legte sie ihr Mandat in der Bürgerschaft nieder. Für sie rückte Martin Dolzer in die Bürgerschaft nach.
Neben der Parteipolitik war sie viele Jahre in der Studierendenvertretung, in der Arbeitsgruppe Alternative Wirtschaftspolitik und als Gewerkschaftsmitglied in der GEW aktiv. Ihre Schwerpunktthemen sind „Soziale Ungleichheiten“ und eine „Geschlechtergerechte Neugestaltung von Arbeit“.